# رهج (رمل)

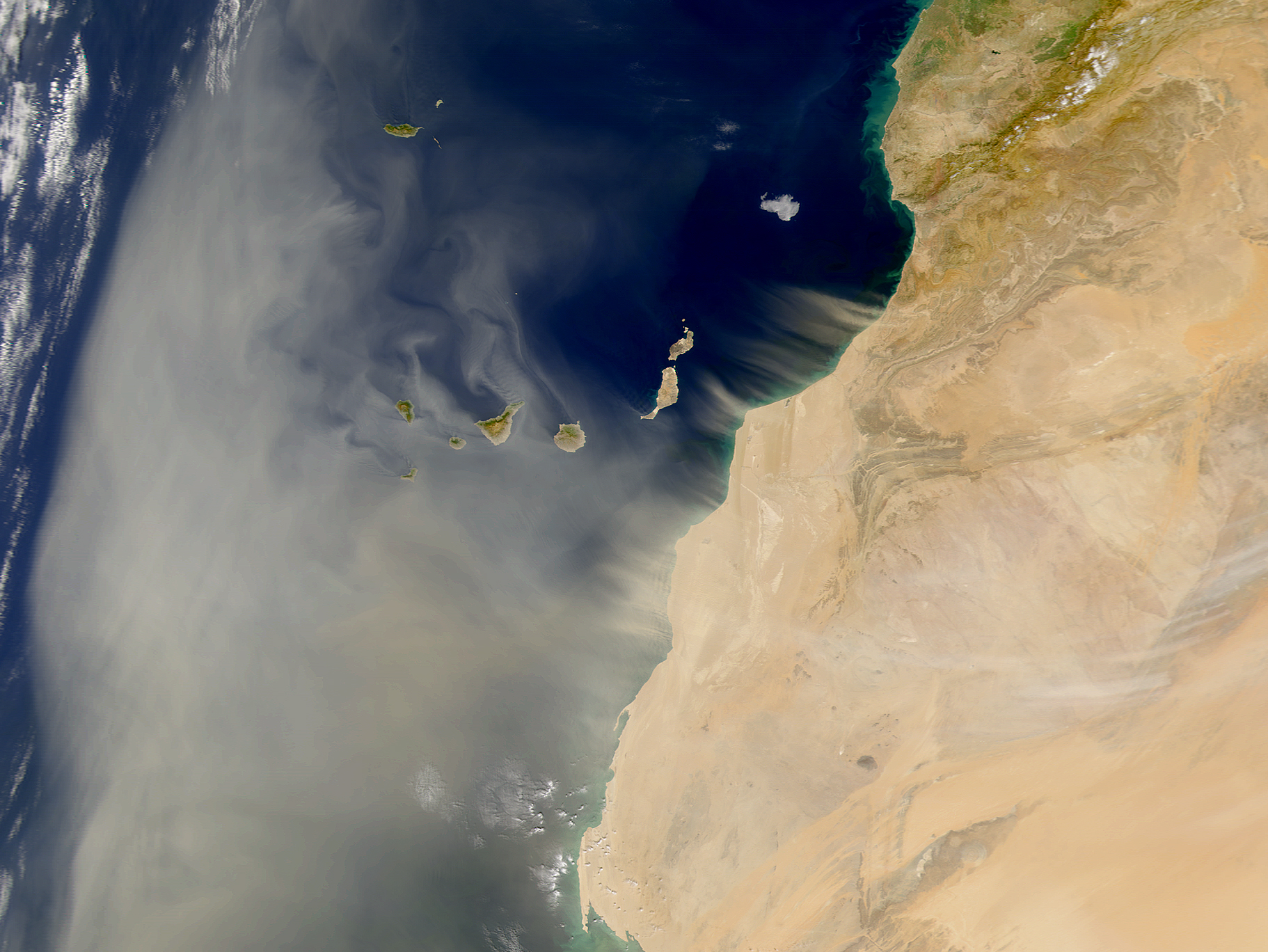
الرَّهج في صورة ساتل

الرَّهْج هو مصطلح يستخدم لوصف ظاهرة جوية تحدث عندما تُرفع جزيئات الرمل والغبار الدقيقة من الصحراء الكبرى إلى الغلاف الجوي ونقلها بواسطة الرياح السائدة.
يحدث هذا عادة في الصيف ويستمر من 3 إلى 5 أيام. 